# Bistrica (Prijedor)
Bistrica (en cirílico: Бистрица) es una localidad de la municipalidad de Prijedor, Republika Srpska, Bosnia y Herzegovina.

## Población
| Composición de la Población - Localidad de Bistrica | Composición de la Población - Localidad de Bistrica | Composición de la Población - Localidad de Bistrica | Composición de la Población - Localidad de Bistrica | Composición de la Población - Localidad de Bistrica | Composición de la Población - Localidad de Bistrica |
| --------------------------------------------------- | --------------------------------------------------- | --------------------------------------------------- | --------------------------------------------------- | --------------------------------------------------- | --------------------------------------------------- |
|                                                     | 2013                                                | 1991                                                | 1981                                                | 1971                                                | 1961                                                |
| Total                                               | 939                                                 | 1.346 (100,0%)                                      | 1.519 (100,0%)                                      | 1.498 (100,0%)                                      | 1.722 (100,0%)                                      |
| Varones                                             | 483                                                 | -                                                   | -                                                   | -                                                   | -                                                   |
| Mujeres                                             | 456                                                 | -                                                   | -                                                   | -                                                   | -                                                   |
| Bosniacos                                           | -                                                   | -                                                   | -                                                   | -                                                   | -                                                   |
| Serbios                                             | 927                                                 | 1.329 (98,74%)                                      | 1.498 (98,62%)                                      | 1.492 (99,60%)                                      | 1.720 (99,88%)                                      |
| Croatas                                             | 3                                                   | -                                                   | -                                                   | 1 (0,067%)                                          | -                                                   |
| Bosnios                                             | -                                                   | 2 (0,149%)                                          | 1 (0,066%)                                          | -                                                   | 2 (0,116%)                                          |
| Gitanos                                             | -                                                   | -                                                   | -                                                   | -                                                   | -                                                   |
| Musulmanes                                          | -                                                   | -                                                   | -                                                   | -                                                   | -                                                   |
| Albaneses                                           | -                                                   | -                                                   | -                                                   | -                                                   | -                                                   |
| Yugoslavos                                          | -                                                   | 11 (0,817%)                                         | 19 (1,251%)                                         | -                                                   | -                                                   |
| Ukranianos                                          | -                                                   | -                                                   | -                                                   | -                                                   | -                                                   |
| Montenegrinos                                       | -                                                   | -                                                   | -                                                   | -                                                   | -                                                   |
| Eslovenos                                           | 1                                                   | -                                                   | -                                                   | -                                                   | -                                                   |
| Ortodoxos                                           | 3                                                   | -                                                   | -                                                   | -                                                   | -                                                   |
| Macedonios                                          | -                                                   | -                                                   | -                                                   | -                                                   | -                                                   |
| Húngaros                                            | -                                                   | -                                                   | -                                                   | -                                                   | -                                                   |
| Otros                                               | -                                                   | 4 (0,3%)                                            | 1 (0,07%)                                           | 5 (0,3%)                                            | -                                                   |
| Sin declarar                                        | 5                                                   | -                                                   | -                                                   | -                                                   | -                                                   |
| Desconocidos                                        | 13                                                  | -                                                   | -                                                   | -                                                   | -                                                   |